# Pterolophia ceylonensis
Pterolophia ceylonensis är en skalbaggsart som beskrevs av Stefan von Breuning 1938. Pterolophia ceylonensis ingår i släktet Pterolophia och familjen långhorningar.
Artens utbredningsområde är Sri Lanka. Inga underarter finns listade i Catalogue of Life.